# Musikjahr 1792
Liste der Musikjahre

◄◄ | ◄ | 1788 | 1789 | 1790 | 1791 | Musikjahr 1792 | 1793 | 1794 | 1795 | 1796 | ► | ►►

Weitere Ereignisse
Dieser Artikel behandelt das Musikjahr 1792.

## Ereignisse
- 17. Februar: Mit großem Erfolg wird in London die Sinfonie Nr. 93 D-Dur von Joseph Haydn uraufgeführt.
- 23. März: Uraufführung der 94. Sinfonie von Joseph Haydn, der Sinfonie mit dem Paukenschlag
- 25. April: Der französische Offizier Claude Joseph Rouget de Lisle komponiert in Straßburg während der Französischen Revolution anlässlich der Kriegserklärung an Österreich den Chant de guerre pour l’armée du Rhin, unter dem Namen Marseillaise Frankreichs spätere Nationalhymne.
- 16. Mai: In Venedig wird das vom Architekten Gian Antonio Selva erbaute Teatro La Fenice eröffnet. Der Name ist eine Anspielung auf den mythologischen Phönix, da das Theater an Stelle eines 1773 abgebrannten Opernhauses errichtet worden ist. Zur Einweihung des neuen Theaters wird die Oper I giuochi d’Agrigento von Giovanni Paisiello uraufgeführt.

## Instrumentalmusik (Auswahl)
- Luigi Boccherini: Eine Sinfonie; vier Streichquintette für zwei Violinen, Viola und zwei Violoncelli; sechs Streichquartette
- Joseph Haydn:  97. Sinfonie, Uraufführung am 3. oder 4. Mai; 98. Sinfonie;  Sinfonia concertante (auch als Sinfonie Nr. 105 bezeichnet)
- Johann Ladislaus Dussek: Konzert für Klavier/Harfe und Orchester F op. 17 (um 1792); Klaviersonate a op. 18 (um 1792)
- Andreas Romberg: Violinkonzert VIII Es-Dur, SteR 48
- Anton Eberl: Sonate für Klavier und Violine F-Dur op. 49
- Ludwig van Beethoven: Konzert für Violine und Orchester in C-Dur (Fragment); „An Minna“ Lied (D-dur) für Singstimme und Klavier (unvollendet); Allegretto (Es-dur) für Klavier, Violine und Violoncello (unvollendet)

## Musiktheater
- 16. Januar: Uraufführung der Oper Cécile et Ermancé ou Les deux couvents von André-Ernest-Modeste Grétry in Paris (Comédie-Italienne)
- 07. Februar: Il matrimonio segreto (Die heimliche Ehe), eine komische Oper in zwei Akten von Domenico Cimarosa, ist bei der Uraufführung am Wiener Hofburgtheater so erfolgreich, dass sie auf Geheiß des im Publikum anwesenden Kaisers Leopold II. noch am selben Abend neuerlich aufgeführt werden muss. Das Libretto stammt vom italienischen Textdichter Giovanni Bertati, der als Vorlage das Lustspiel The Clandestine Marriage von David Garrick und George Colman der Ältere nutzte, das 1766 erfolgreich am Royal Theatre Drury Lane uraufgeführt worden ist.
- 14. März: Uraufführung der Oper Isaac ein Vorbild des Erlösers von Friedrich Heinrich Himmel in Berlin. Das Libretto stammt von Pietro Metastasio und wurde auch von anderen Komponisten vielfach vertont.
- 03. Mai: Étienne-Nicolas Méhul führt seine Oper Stratonice, (comédie-héroïque,) in einem Akt erstmals im Théâtre Favart in Paris auf.
- 12. Mai: Uraufführung der Oper Amore giustificato von Johann Gottlieb Naumann in Dresden
- 16. Mai Uraufführung der Oper I giuochi d’Agrigento von Giovanni Paisiello in Venedig (siehe oben)
- 19. Mai: Die Uraufführung der Komödie Les Deux Sous-lieutenants ou Le Concert interrompu von Henri Montan Berton erfolgt an der Opéra-Comique in Paris.
- 02. Juni: Uraufführung der Oper Look ere you Leap von James Hook
- 07. Juli: Uraufführung der Oper Tout pour l’amour ou Roméo et Juliette von Nicolas Dalayrac in Paris (Comédie Italienne)
- 17. Oktober: Uraufführung der Oper Bazile ou À trompeur, trompeur et demi von André-Ernest-Modeste Grétry in Paris (Comédie-Italienne)
- 04. November: Am Teatro San Carlo in Neapel erfolgt die Uraufführung der Oper Elfrida von Giovanni Paisiello.

Weitere Werke
- Giovanni Paisiello: 1792 wurden zwei weitere Opern des Komponisten uraufgeführt: Il fanatico in Berlina und Il ritorno d’Idomeneo
- Antonio Salieri: Catilina (Oper) Uraufführung posthum 1994 in Darmstadt; Il mondo alla rovescia (Oper) 1792 fertiggestellt und 1795 uraufgeführt
- André-Ernest-Modeste Grétry: L’officier de fortune (Oper in 3 Akten) vollendet 1792 uraufgeführt posthum im Jahr 2012 in Lüttich
- Niccolò Antonio Zingarelli: Drei Opern: (1) Annibale in Torino; (2) L’oracolo sannita; (3) Il mercato di Monfregoso
- Stephen Storace: The Pirates (Oper) uraufgeführt in London
- Joseph Weigl: Der Strazzensammler oder Ein gutes Herz ziert jeden Stand, Oper in einem Akt
- Louis Emmanuel Jadin: Amélie de Monfort (Oper 3 Akte); Il signor di Pursognac (Oper nach Molière); L’Avare puni (Oper)
- Johann Baptist Henneberg: Der redliche Landmann (Oper)
- Peter von Winter: Il sacrifizio di Creta, ossia Arianna e Teseo (Oper nach einem Libretto von Pietro Pariati). In Venedig uraufgeführt.
- Vicente Martín y Soler: Didon abandonnée (Ballett); La conquista del Perù o sia Telasco ed Amazili (Ballett).

## Geboren

### Geburtsdatum gesichert
- 08. Januar: Lowell Mason, US-amerikanischer Komponist und Musikpädagoge († 1872)
- 13. Januar: Gottlob Christian Kern, deutscher lutherischer Geistlicher, Theologe und Kirchenlieddichter († 1835)
- 16. Januar: Franz Ludwig Jörgens, deutscher Prediger und Kirchenlieddichter († 1842)
- 21. Januar: Elise von Schlick, österreichische Komponistin, Dichterin und Salonière († 1855)
- 11. März: Natale Abbadia, italienischer Komponist und Gesangslehrer († 1861)
- 25. März: Heinrich Neumann, deutscher Klarinettist († 1861)
- 29. Februar: Gioachino Rossini, italienischer Komponist († 1868)
- 11. März: Natale Abbadia, italienischer Komponist und Gesangslehrer († 1861)
- 30. April: Johann Friedrich Schwencke, deutscher Organist und Komponist († 1852)
- 16. Juni: Francis Johnson, US-amerikanischer Komponist und Musiker († 1844)
- 23. August: Franz Sales Kandler, österreichischer Beamter und Musikwissenschaftler († 1831)
- 05. September: Friedrich Matthias Theodor Friese, deutscher Organist und Orgelbauer († 1863)
- 06. September: Carl von Prandau, in Kroatien geborener österreichischer Komponist, Pianist und Mäzen († 1865)
- 08. September: Joseph Netherclift, englischer Komponist und Lithograf († 1863)
- 03. Oktober: Cipriani Potter, britischer Komponist, Pianist und Musikpädagoge († 1871)
- 13. Oktober: Moritz Hauptmann, deutscher Komponist, Geiger und Musiktheoretiker († 1868)
- 11. Oktober oder November: Gaetano Guadagni, italienischer Opernsänger (Alt-Kastrat) und Komponist (* 1728)
- 20. Oktober: Anton Bernhard Fürstenau, deutschen Flötist und Komponist († 1852)

### Genaues Geburtsdatum unbekannt
- Franz Rausch, österreichischer Klavierbauer († 1877)

## Gestorben

### Todesdatum gesichert
- 10. Januar: Jean-Louis Laruette, französischer Komponist und Sänger (* 1731)
- 27. Februar: Manuel Gònima, katalanischer Kapellmeister und Komponist (* 1712)
- 29. Februar: Johann Andreas Stein, deutscher Orgel- und Klavierbauer (* 1728)
- 12. Mai: Charles-Simon Favart, französischer Opern- und Komödiendichter (* 1710)
- 16. Mai: Ludwig Heinrich Bachofen von Echt, dänischer Diplomat, Dichter geistlicher Lieder sowie Freimaurer (* 1725)
- 10. Juni: Michel-Paul-Guy de Chabanon, französischer Geiger, Komponist, Musiktheoretiker, Autor, Übersetzer und Mitglied der Académie française (* 1730)
- 30. Juni: Antonio Rosetti, deutscher Komponist (* 1750)
- 06. Juli: Giovanni Battista Casali, italienischer Komponist und Kapellmeister (* um 1715)
- 01. Dezember: Ernst Wilhelm Wolf, deutscher Konzertmeister und Komponist (* 1735)
- 15. Dezember: Joseph Martin Kraus, deutscher Komponist und Kapellmeister (* 1756)
- 18. Dezember: Johann van Beethoven, deutscher Sänger (Tenor) und der Vater des Komponisten Ludwig van Beethoven (* um 1740)
- 19. Dezember: Johann Michael Schmid, deutscher Komponist und Kapellmeister böhmischer Herkunft (* vor 1720)
- 25. Dezember: Michelangelo Vella, maltesischer Komponist, Organist und Musikpädagoge (* 1710)

### Gestorben nach 1792
- Vicente Adsuar Hernandez, spanischer Sänger und Komponist (* vor 1759)